# マニュエル・ヴァルス
マニュエル・カルロス・ヴァルス（フランス語：Manuel Carlos Valls、1962年8月13日 - ）は、フランスおよびスペインの政治家（出身地の言語であるカタルーニャ語ではマヌエル・バイス。姓の日本語表記は「バルス」も見られる）。現在、同国の海外領土大臣。フランソワ・オランド政権において内務大臣および首相を歴任した。

## 人物・来歴
1962年8月13日にカタルーニャ州バルセロナにて、カタルーニャ系スペイン人（民族カタルーニャ人）の画家であるシャヴィエ・ヴァルスとイタリア系スイス人の母との間に誕生し、20歳頃の1982年にフランス国籍を取得した。パリ第一大学（歴史学専攻）を卒業した。
1980年に政治活動を開始して、学生組合の活動に加わる。1983年から1986年までフランス国民議会議員の秘書になり、24歳のころにイル＝ド＝フランス地域圏議会議員に当選した。
1997年フランス議会総選挙で落選し、その後1997年から2002年まで首相であったリオネル・ジョスパンの広報アドバイザーを務めた。
2012年5月発足のジャン＝マルク・エロー内閣で内務大臣に就任した。2014年3月の統一地方選挙での社会党の大敗によるエローの首相辞任に伴い、フランソワ・オランド大統領より後任の首相に任命された。
2015年10月に初来日し、日本の安倍晋三首相と会談した。
2016年12月6日、翌年のフランス大統領選挙に出馬するため、首相を辞任した。2017年1月22日に行われた社会党大統領候補予備選挙第1回投票で、ブノワ・アモン元国民教育相に次ぐ第2位となった。予備選挙第2回投票に進み、同年1月29日に行われた投票では200万票を集めたアモンに敗北した（アモン58.71パーセントに対してヴァルス41.29パーセント）。後にエマニュエル・マクロン支持に回ったことで社会党からは非難を浴びたが、マクロン勢力に合流することも叶わなかった。。
2018年9月25日にヴァルスはバルセロナ市長を目指して2019年5月26日のバルセロナ市議会選挙への出馬を表明し、立候補した。欧州連合加盟国の間では他国の国民であっても地方選挙への参加が認められており、ヴァルスはこの選挙での被選挙権を有していた。
選挙はまず、市議会選挙が行われ、議会から議員の互選で市長を選出する、議院内閣制のような形で行われたが、結果は現職市長のアダ・コラウの再選であった。議席を獲得したヴァルスは、カタルーニャ独立派市長の誕生を阻止するため、自陣営の一部と共に現職支持に回った。
2022年フランス議会選挙に向け、共和国前進から在外フランス人第5選挙区の候補者に指名されている。しかし、サマンサ・カズボンヌの代理議員に選ばれた共和国前進のステファン・ヴォジェッタは、これを落下傘だと批判し、立候補を維持することを選択した。
2022年6月6日、メトロポリテーヌに先んじて行われた11の在外フランス人選挙区の第1回投票で在外フランス人第5選挙区から立候補していたが、NUPESのルノー・ル・ベールが1位、上述のステファン・ヴォジェッタの2位に次ぐ3位となり、第2回投票（決選投票）には進めなかった。この結果に伴い、共和国前進代表のスタニスラス・ラゲーニはステファン・ヴォジェッタの支持を表明した。また、ヴァルスはTwitterにおいて最後に「Adieu Twitter...」と投稿した後、そのアカウントを削除した。
2024年12月23日に発足したフランソワ・バイル首相率いる内閣において海外領土大臣に就任した。

## 政策

### 外交
- 日本の国際連合安全保障理事会常任理事国入りを支持している[12]。

### カタルーニャ独立
- バルセロナを含むカタルーニャ州の独立には反対の立場を取る[5]。